# Campeonato Pernambucano
Het Campeonato Pernambucano is het voetbalkampioenschap van de Braziliaanse staat Pernambuco en wordt georganiseerd door de voetbalfederatie Federação Pernambucana de Futebol. De drie grootste clubs uit de hoofdstad Recife (Sport, Náutico en Santa Cruz), spelen meestal in de hoogste reeksen van de nationale competitie. Door deze prestatie neemt Pernambuco de tiende plaats in op de CBF-ranking in 2020, wat drie plaatsen lager was dan de notering in 2018. De plaats verlies in 2020 had ook een impact voor de competitie want de tiende competitie heeft nog maar recht op twee deelnemers voor de nationale Série D in plaats van drie, de ploegen die al in hogere divisies spelen niet meegerekend. De statelijke bond FPF bepaalt welke ploegen dit zijn. Meestal zijn dit de twee best presterende ploegen.
De competitie werd opgericht in 1915. In 1902 werd het voetbal geïntroduceerd door Engelse en Nederlandse matrozen die in de haven aanlegden. Náutico werd reeds in 1901 opgericht, maar was eerst een roeiclub en kreeg in 1905 een eigen voetbalafdeling. Sport do Recife werd datzelfde jaar opgericht. Santa Cruz werd in 1914 opgericht, één jaar voor de start van de competitie. Sport en Náutico namen pas vanaf 1916 deel. In 1937 nam met Central voor het eerst een team van buiten Recife deel. Al zou het slechts voor één jaar zijn en pas in 1961 speelde Central opnieuw in de hoogste klasse.
Het format wijzigt zoals in de meeste staatscompetities vrijwel elk jaar. Het duurde tot 2020 vooraleer een club van buiten Recife de titel winnen. Officieel heet de hoogste klasse Série A1, sinds de jaren negentig is er ook een Série A2. Van 1996 tot 2002 was er ook een Série A3, die in 2019 heringevoerd werd.

## Nationaal niveau
Bij de invoering van de eerste nationale competitie, de Taça Brasil in 1959 werd elk jaar de staatskampioen gestuurd. Náutico nam zes keer deel, Sport drie keer en Santa Cruz één keer. Santa Cruz en Sport bereikten één keer de halve finale, Náutico werd vier keer in de halve finale uitgeschakeld en verloor in 1967 de finale om de titel van Palmeiras. Hierdoor was de club de eerste deelnemer voor de staat in de Copa Libertadores, waar ze in de eerste ronde uitgeschakeld werden. Bij het rivaliserende kampioenschap, Torneio Roberto Gomes Pedrosa (1967-1970), waaraan meerdere clubs uit de sterkere competities mochten deelnemen was er aanvankelijk geen plaats voor de clubs uit Pernambuco. Bij de tweede editie mocht Náutico dan toch deelnemen en in de laatste twee jaar nam Santa Cruz deel. Bij de start van de Série A kreeg de staat eerst twee deelnemers, maar dan al snel drie en in twee seizoenen mocht ook Central deelnemen. Na 1986 had de club geen rechtstreeks deelnemer meer, maar de drie topclubs bleven aanvankelijk overeind. Santa Cruz degradeerde in 1988 voor de tweede keer uit de Série A en kon pas in 1993 terugkeren, voor één seizoen. Hierna speelde de club nog drie seizoenen in de hoogste klasse. In 2015 kon de club negen jaar na het laatste optreden in de Série A terug promoveren, maar kon daar het behoud niet verzekeern. Náutico degradeerde in 1987 en kon na één jaar terugkeren tot 1994. Dan was het tot 2007 wachten vooraleer de club kon terugkeren voor drie seizoenen. In 2012-2013 speelde de club voor het laatst in de Série A. Sport werd in 1987 landskampioen en mocht een jaar later deelnemen aan de Copa Libertadores, maar werd meteen uitgeschakeld. Eén jaar later volgde een degradatie, gelukkig bleef de afwezigheid bij de elite tot één seizoen beperkt. Na een nieuwe degradatie in 2001 duurde het tot 2007 vooraleer de club kon terugkeren. Nadat de club in 2009 opnieuw degradeerde kon Sport terugkeren voor één jaar in 2012 en opnieuw van 2014 tot 2018. In 2020 promoveerde de club weer.
In de Série B was Central een vaste waarde van 1972 tot 1997, en kon daarna nooit meer terugkeren. Santa Cruz en Náutico zijn met 20 seizoenen de koploper in de Série B. Santa Cruz speelde van 2008 tot 2013 zelfs in de Série C. Verscheidene andere clubs speelden ook in de Série B, Salguiero is de enige club die recent, in 2011, nog in de Série B kon spelen. 2017 was een rampjaar voor de staat. Santa Cruz dat een jaar eerder nog in de Série A speelde en Náutico, dat een jaar eerder nog meespeelde om promotie degradeerden allebei.
Achttien clubs speelden al in de Série C. Porto is hier met acht seizoenen de koploper en Salgueiro is de club die momenteel in de Série C speelt. Na de invoering van de Série D in 2009, werd het opzet van de Série C nu dat van de Série D waardoor de staat elk jaar drie deelnemers mag afleveren. Salgueiro is de enige club die erin slaagde om sindsdien te promoveren, in 2018 degradeerde de club.

## Overzicht
| Seizoen | Winnaar          | Vicekampioen       |
| ------- | ---------------- | ------------------ |
| 1915    | Flamengo (PE)    | Santa Cruz         |
| 1916    | Sport            | Santa Cruz         |
| 1917    | Sport (2)        | Santa Cruz         |
| 1918    | América (PE)     | Santa Cruz         |
| 1919    | América (PE) (2) | Sport              |
| 1920    | Sport (3)        | Santa Cruz         |
| 1921    | América (PE) (3) | Santa Cruz         |
| 1922    | América (PE) (4) | Sport              |
| 1923    | Sport (4)        | América (PE)       |
| 1924    | Sport (5)        | Torre América (PE) |
| 1925    | Sport (6)        | Torre              |
| 1926    | Torre            | Náutico            |
| 1927    | América (PE) (5) | Torre              |
| 1928    | Sport (7)        | Torre              |
| 1929    | Torre (2)        | Santa Cruz         |
| 1930    | Torre (3)        | América (PE)       |
| 1931    | Santa Cruz       | Náutico            |
| 1932    | Santa Cruz (2)   | Íris               |
| 1933    | Santa Cruz (3)   | Varzano            |
| 1934    | Náutico          | Santa Cruz         |
| 1935    | Santa Cruz (4)   | Tramways           |
| 1936    | Tramways         | Santa Cruz         |
| 1937    | Tramways (2)     | Santa Cruz         |
| 1938    | Sport (8)        | Santa Cruz         |
| 1939    | Náutico (2)      | Santa Cruz         |
| 1940    | Santa Cruz (5)   | Sport              |
| 1941    | Sport (9)        | América (PE)       |
| 1942    | Sport (10)       | Náutico            |
| 1943    | Sport (11)       | Santa Cruz         |
| 1944    | América (PE) (6) | Náutico            |
| 1945    | Náutico (3)      | América (PE)       |
| 1946    | Santa Cruz (6)   | Náutico            |
| 1947    | Santa Cruz (7)   | América (PE)       |
| 1948    | Sport (12)       | América (PE)       |
| 1949    | Sport (13)       | Santa Cruz         |
| 1950    | Náutico (4)      | América (PE)       |
| 1951    | Náutico (5)      | Sport              |
| 1952    | Náutico (6)      | América (PE)       |
| 1953    | Sport (14)       | Santa Cruz         |
| 1954    | Náutico (7)      | Sport              |
| 1955    | Sport (15)       | Náutico            |
| 1956    | Sport (16)       | Náutico            |
| 1957    | Santa Cruz (8)   | Sport Náutico      |
| 1958    | Sport (17)       | Náutico            |
| 1959    | Santa Cruz (9)   | Náutico            |
| 1960    | Náutico (8)      | Santa Cruz         |
| 1961    | Sport (18)       | Náutico            |
| 1962    | Sport (19)       | Santa Cruz         |
| 1963    | Náutico (9)      | Sport              |
| 1964    | Náutico (10)     | Sport              |
| 1965    | Náutico (11)     | Sport              |
| 1966    | Náutico (12)     | Sport              |
| 1967    | Náutico (13)     | Sport              |
| 1968    | Náutico (14)     | Sport              |
| 1969    | Santa Cruz (10)  | Sport              |
| 1970    | Santa Cruz (11)  | Náutico            |
| 1971    | Santa Cruz (12)  | Sport              |
| 1972    | Santa Cruz (13)  | Náutico Sport      |
| 1973    | Santa Cruz (14)  | Sport              |
| 1974    | Náutico (15)     | Santa Cruz         |
| 1975    | Sport (20)       | Náutico            |
| 1976    | Santa Cruz (15)  | Náutico            |
| 1977    | Sport(21)        | Náutico            |
| 1978    | Santa Cruz (16)  | Náutico            |
| 1979    | Santa Cruz (17)  | Náutico            |
| 1980    | Sport (22)       | Santa Cruz         |
| 1981    | Sport (23)       | Náutico            |
| 1982    | Sport (24)       | Náutico            |
| 1983    | Santa Cruz (18)  | Náutico            |
| 1984    | Náutico (16)     | Santa Cruz         |
| 1985    | Náutico (17)     | Santa Cruz         |
| 1986    | Santa Cruz (19)  | Sport              |
| 1987    | Santa Cruz (20)  | Sport              |
| 1988    | Sport (25)       | Náutico            |
| 1989    | Náutico (18)     | Santa Cruz         |
| 1990    | Santa Cruz (21)  | Sport              |
| 1991    | Sport (26)       | Náutico            |
| 1992    | Sport (27)       | Náutico            |
| 1993    | Santa Cruz (22)  | Náutico            |
| 1994    | Sport (28)       | Náutico            |
| 1995    | Santa Cruz (23)  | Náutico            |
| 1996    | Sport (29)       | Santa Cruz         |
| 1997    | Sport (30)       | Porto              |
| 1998    | Sport (31)       | Porto              |
| 1999    | Sport (32)       | Santa Cruz         |
| 2000    | Sport (33)       | Santa Cruz         |
| 2001    | Náutico (19)     | Santa Cruz         |
| 2002    | Náutico (20)     | Santa Cruz         |
| 2003    | Sport (34)       | Santa Cruz         |
| 2004    | Náutico (21)     | Santa Cruz         |
| 2005    | Santa Cruz (24)  | Náutico            |
| 2006    | Sport (35)       | Santa Cruz         |
| 2007    | Sport (36)       | Central            |
| 2008    | Sport (37)       | Náutico            |
| 2009    | Sport (38)       | Náutico            |
| 2010    | Sport (39)       | Náutico            |
| 2011    | Santa Cruz (25)  | Sport              |
| 2012    | Santa Cruz (26)  | Sport              |
| 2013    | Santa Cruz (27)  | Sport              |
| 2014    | Sport (40)       | Náutico            |
| 2015    | Santa Cruz (28)  | Salgueiro          |
| 2016    | Santa Cruz (29)  | Sport              |
| 2017    | Sport (41)       | Salgueiro          |
| 2018    | Náutico (22)     | Central            |
| 2019    | Sport (42)       | Náutico            |
| 2020    | Salgueiro (1)    | Santa Cruz         |
| 2021    | Náutico (23)     | Sport              |
| 2022    | Náutico (24)     | Retrô              |
| 2023    | Sport (43)       | Retrô              |
| 2024    | Sport (44)       | Náutico            |
| 2025    | Sport (45)       | Retrô              |

## Titels per club
| Club       | Stad      | Titels | Seizoenen |
| ---------- | --------- | ------ | --- |
| Sport      | Recife    | 45     | (1916, 1917, 1920, 1923, 1924, 1925, 1928, 1938, 1941, 1942, 1943, 1948, 1949, 1953, 1955, 1956, 1958, 1961, 1962, 1975, 1977, 1980, 1981, 1982, 1988, 1991, 1992, 1994, 1996, 1997, 1998, 1999, 2000, 2003, 2006, 2007, 2008, 2009, 2010, 2014, 2017, 2019, 2023, 2024, 2025) |
| Santa Cruz | Recife    | 29     | (1931, 1932, 1933, 1935, 1940, 1946, 1947, 1957, 1959, 1969, 1970, 1971, 1972, 1973, 1976, 1978, 1979, 1983, 1986, 1987, 1990, 1993, 1995, 2005, 2011, 2012, 2013, 2015, 2015)                                                                                                 |
| Náutico    | Recife    | 24     | (1934, 1939, 1945, 1950, 1951, 1952, 1954, 1960, 1963, 1964, 1965, 1966, 1967, 1968, 1974, 1984, 1985, 1989, 2001, 2002, 2004, 2018, 2021, 2022) |
| América    | Recife    | 6      | (1918, 1919, 1921, 1922, 1927, 1944) |
| Torre      | Recife    | 3      | (1926, 1929, 1930) |
| Tramways   | Recife    | 2      | (1936, 1937) |
| Flamengo   | Recife    | 1      | (1915) |
| Salgueiro  | Salguerio | 1      | (2020) |

## Eeuwige ranglijst
Vetgedrukt de clubs die in 2025 in de hoogste klasse spelen. 
| Club                          | Stad                     | /111 | Periode (1915-2025)                                         |
| ----------------------------- | ------------------------ | ---- | ----------------------------------------------------------- |
| Santa Cruz                    | Recife                   | 111  | 1915-....                                                   |
| Náutico                       | Recife                   | 110  | 1916-....                                                   |
| Sport do Recife               | Recife                   | 109  | 1916-1977, 1979-....                                        |
| América do Recife             | Recife                   | 86   | 1915-1958, 1963-1996, 2011-2012, 2014-2019                  |
| Central                       | Caruaru                  | 63   | 1937, 1961-1998, 2000-2004, 2006-2021, 2023-....            |
| Ferroviário do Recife         | Recife                   | 55   | 1932-1933, 1936-1938, 1940-1946, 1949, 1952-1976, 1978-1994 |
| Íbis                          | Paulista                 | 48   | 1947-1950, 1952-1970, 1972-1976, 1978-1994, 2000, 2022-2023 |
| Santo Amaro                   | Recife                   | 35   | 1966-1970, 1972-1976, 1978-1994, 1997-2005                  |
| Flamengo                      | Recife                   | 32   | 1915-1938, 1940-1941, 1943-1947, 1949                       |
| Porto                         | Caruaru                  | 24   | 1994-2002 2004-2016, 2023-2024                              |
| Torre                         | Recife                   | 23   | 1915-1936, 1940                                             |
| Sete de Setembro              | Garanhuns                | 18   | 1982-1994, 2008-2010, 2021-2022                             |
| Salgueiro                     | Salguerio                | 17   | 2006, 2008-2023                                             |
| Ypiranga                      | Santa Cruz do Capibaribe | 15   | 1994-1997, 2005-2015                                        |
| Desportiva Vitória            | Vitória de Santo Antão   | 14   | 1974, 1991-2001, 2005-2006                                  |
| Petrolina                     | Petrolina                | 13   | 2002-2005, 2008-2009, 2011-2013, 2019-2020, 2023-....       |
| Paulistano                    | Paulista                 | 12   | 1982-1993                                                   |
| Vitória                       | Vitória de Santo Antão   | 10   | 2009-2011, 2014, 2016-2021                                  |
| Afogados                      | Afogados da Ingazeira    | 9    | 2017-....                                                   |
| Peres                         | Recife                   | 9    | 1915-1917, 1919-1924                                        |
| Flamengo de Arcoverde         | Arcoverde                | 8    | 1994, 1997-1999, 2017-2019, 2024                            |
| Auto Esporte                  | Recife                   | 8    | 1951-1958                                                   |
| Estudantes                    | Timbaúba                 | 8    | 1989-1995, 2006                                             |
| Íris                          | Recife                   | 8    | 1930-1934, 1936-1938                                        |
| EC Caruaru                    | Caruaru                  | 8    | 1977-1978, 1980, 1982, 1984, 1986, 1991-1992                |
| Belo Jardim                   | Belo Jardim              | 7    | 2007, 2012-2013, 2016-2018, 2023                            |
| Atlético Caruaru              | Caruaru                  | 7    | 1979, 1981, 1983, 1985, 1987, 1989-1990                     |
| Encruzilhada                  | Recife                   | 7    | 1929-1935                                                   |
| Centro Limoeirense            | Limoeiro                 | 7    | 1963-1964, 1994, 1996-1997, 2001, 2008                      |
| Equador                       | Recife                   | 7    | 1922-1924, 1926-1929                                        |
| Tramways                      | Recife                   | 7    | 1935-1941                                                   |
| Retrô                         | Camaragibe               | 6    | 2020-....                                                   |
| Serrano                       | Serra Talhada            | 6    | 2004-2009                                                   |
| Serra Talhada                 | Serra Talhada            | 6    | 2012-2017                                                   |
| Vera Cruz                     | Vitória de Santo Antão   | 6    | 2007-2008, 2010, 2015, 2021-2022                            |
| Pesqueira                     | Pesqueira                | 5    | 2013-2016, 2018                                             |
| Cabense                       | Cabo de Santo Agostinho  | 5    | 1996, 2007, 2009-2011                                       |
| Ferroviário de Serra Talhada  | Serra Talhada            | 5    | 1998-2002                                                   |
| AGA                           | Garanhuns                | 4    | 2001-2004                                                   |
| Asas                          | Jaboatão dos Guararapes  | 4    | 1958-1961                                                   |
| Destilaria                    | Cabo de Santo Agostinho  | 4    | 1992-1995                                                   |
| Estudantes                    | Recife                   | 4    | 1955-1958                                                   |
| Varzeano                      | Recife                   | 4    | 1919-1921, 1933                                             |
| Maguary                       | Bonito                   | 3    | 2023-....                                                   |
| Atlético Pernambucano         | Carpina                  | 3    | 2015-2017                                                   |
| Comercial                     | Serra Talhada            | 3    | 1980-1982                                                   |
| Fluminense                    | Recife                   | 3    | 1931-1933                                                   |
| Israelita                     | Recife                   | 3    | 1931-1933                                                   |
| Itacuruba                     | Itacuruba                | 3    | 2003-2005                                                   |
| Araripina                     | Araripina                | 3    | 2010-2012                                                   |
| 1° de Maio                    | Petrolina                | 3    | 1997-1998, 2003                                             |
| Decisão Sertânia              | Sertânia                 | 2    | 2020, 2025-....                                             |
| Casa Forte                    | Recife                   | 2    | 1916-1917                                                   |
| Chã Grande                    | Chã Grande               | 2    | 2013-2014                                                   |
| Intercontinental FC do Recife | Recife                   | 2    | 2002-2003                                                   |
| Moinho Recife                 | Recife                   | 2    | 1947, 1949                                                  |
| Paulista                      | Recife                   | 2    | 1916-1917                                                   |
| Portela                       | Recife                   | 2    | 1944-1945                                                   |
| Unibol                        | Paulista                 | 2    | 1999-2000                                                   |
| Caruaru City                  | Caruaru                  | 2    | 2022-2023                                                   |
| Arruda                        | Recife                   | 1    | 1931                                                        |
| Colligação Sportiva Recifense | Recife                   | 1    | 1915                                                        |
| Grêmio Petrolândia            | Petrolândia              | 1    | 1998                                                        |
| Surubim                       | Surubim                  | 1    | 1991                                                        |
| Centro Sportivo Pernambucano  | Recife                   | 1    | 1926                                                        |
| Tuyuty                        | Recife                   | 1    | 1933                                                        |
| Ateniense                     | Recife                   | 1    | 1933                                                        |
| Ateniense                     | Recife                   | 1    | 1933                                                        |
| Jaguar                        | Jaboatão dos Guararapes  | 1    | 2025-....                                                   |

1. ↑  Ferroviário do Recife speelde tot 1954 onder de naam AA Great Western
2. ↑  Santo Amaro nam in 1994 de naam AA Casa Caiada aan, in 1995 de naam Recife FC  en in 2004 Machete FC do Recife, maar speelde het grootste gedeelte van zijn carrière als Santo Amaro
3. ↑  Decisão Sertânia speelde in 2020 als Decisão in Bonito